# Villa Gandini
Villa Gandini (ex villa Aggazzotti) è una villa neoclassica che si trova a Formigine in provincia di Modena. Villa Gandini è una delle oltre 80 ville e dimore storiche formiginesi risalenti al XVIII secolo.

## Storia
La villa venne costruita dall'architetto Francesco Vandelli per i conti Gandini, una famiglia modenese legata alla corte dei Duchi d'Este, che ne entrarono in possesso nel 1791.
Fu Pietro Gandini (1796-1875), colto mecenate e collezionista, ad affidare il progetto di ampliamento a Francesco Vandelli, architetto al servizio dei duchi d'Austria d'Este la cui fama è legata al nuovo Teatro Comunale di Modena, inaugurato nel 1841.
Negli anni Sessanta del Novecento la famiglia Aggazzotti operò interventi di modernizzazione della struttura e del giardino; la villa ancora oggi è chiamata dalla comunità Villa Aggazzotti, in ricordo dell’ultima famiglia proprietaria.
Successivamente l’amministrazione comunale acquisì la villa per farne la sede della biblioteca comunale, intitolata a Daria Bertolani Marchetti, illustre botanica e palinologa formiginese, già direttrice dell’Orto botanico di Modena, che si occupò della risistemazione del giardino Gandini secondo l’uso paesaggistico all’inglese.

## Gli interni
Entrando all’interno della villa, colpisce subito l’occhio la bellezza dell’atrio completamente affrescato in stile neoclassico, a doppia altezza, con apertura ellittica della volta, sorretta da quattro colonne, rifinite in scagliola ad imitazione del marmo.
L’atrio è impreziosito da quattro tele con scene tratte dall’antico Testamento, realizzate alla metà del XIX secolo dall’artista Domenico Barone, allievo del più noto pittore modenese Adeodato Malatesta.

## Le pertinenze di Villa Gandini
Accanto alla residenza padronale contornata da giardini ben curati secondo lo stile in voga al momento,  sorgevano gli edifici rustici e di servizio: la casa del massaro, le stalle e le scuderie, magazzini e i fienili. Questo schema costruttivo caratterizza anche Villa Gandini. Accanto all’edificio principale sorgono infatti le antiche pertinenze con le scuderie e i depositi. A fianco delle pertinenze, si trovano tuttora la casa del fattore e la barchessa.
Oggi le pertinenze di Villa Gandini ospitano al piano terra la "Biblioteca ragazzi Matilda" e il servizio caffetteria; al piano superiore si trova lo "Spazio giovani", centro per l’aggregazione giovanile, con annessa sala per prove musicali. Nella barchessa ha sede Centro di educazione ambientale “Il Picchio”. 

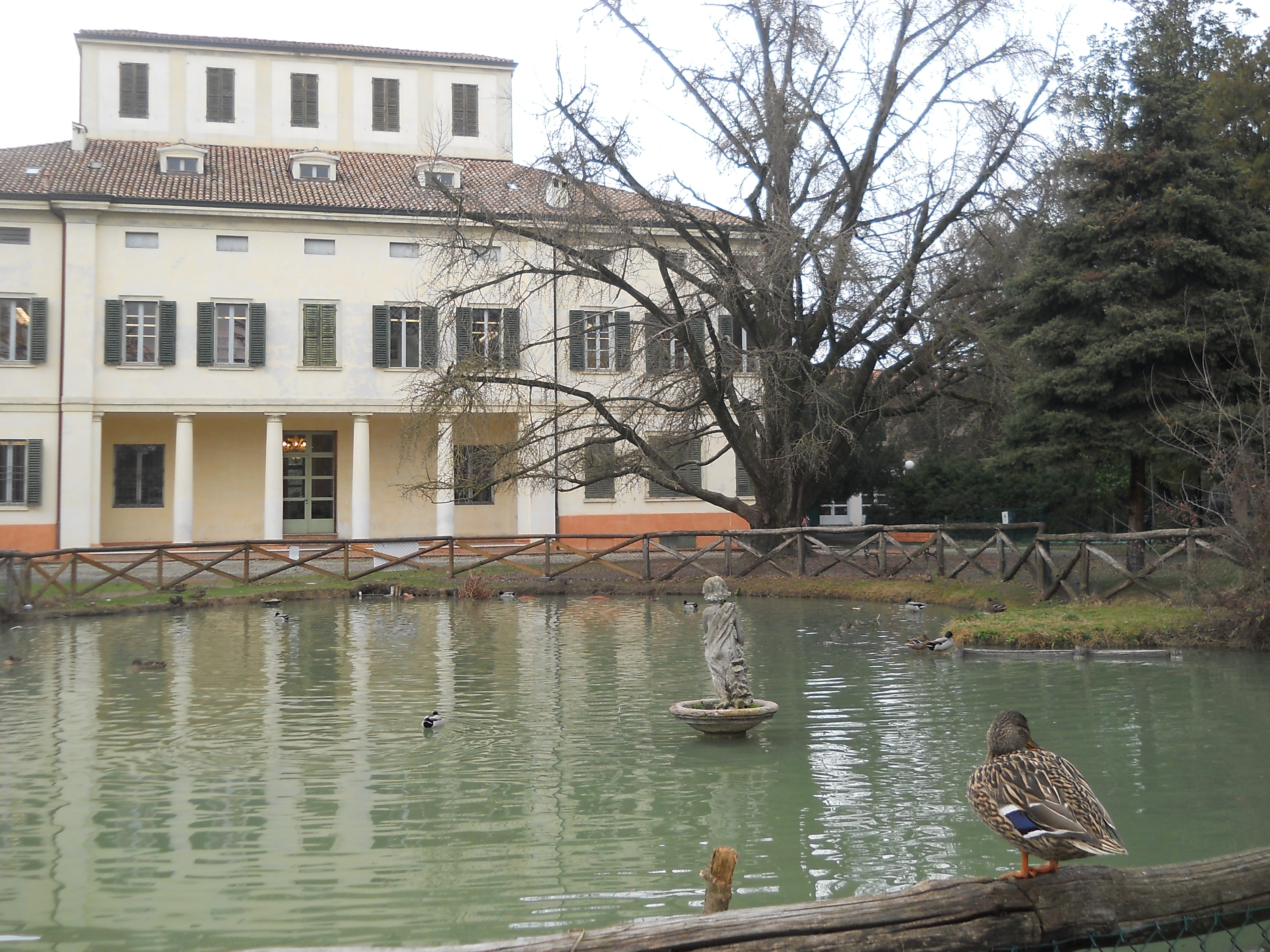
Facciata della villa dal lato del laghetto.

## Il salone d'onore
Nel salone sono collocati due bassorilievi attribuiti allo scultore Luigi Mainoni. Nel livello superiore sono raffigurate scene dell'antico testamento, eseguite dal pittore Luigi Manzoni.

## La sala da pranzo
Questa sala è stata progettata e realizzata da Andrea Becchi che ne affrescato i soffitti.

## Il giardino storico
Il parco è dedicato alla Resistenza italiana contro l'invasione nazifascista. Il giardino, progettato dal conte Luigi Alberto Gandini, copre una superficie di 100.000 metri quadrati. A lui si deve anche la realizzazione dei tre laghetti. Il giardino è parte del più ampio Parco della Resistenza che copre una superficie di oltre 100.000 metri quadrati.
Fu il conte Luigi Alberto Gandini, proprietario della villa e appassionato di botanica e giardinaggio, a definire l’attuale estensione del giardino storico negli anni Settanta dell’Ottocento. A lui si deve anche la realizzazione dei tre laghetti presenti nel giardino, uno dei quali posto accanto ai maestosi esemplari di Gingko Biloba, pianta originaria della Cina.